# Michael Moriarty
Michael Moriarty (Detroit, 5 de abril de 1941) é um ator americano-canadense além de músico de jazz.
Michael Moriarty é mais conhecido por seu papel como Ben Stone na bem-sucedida série de televisão Law & Order. Moriarty cogitou a hipótese de concorrer como candidato independente à Presidência dos Estados Unidos nas eleições de 2008.